# Берг, Макс Васильевич
Макс Васильевич Берг (27 октября 1876, Бреслау — 27 мая 1942, Пермь) — российский и советский флейтист немецкого происхождения.
Музыкальное образование получил в Германии. В 1902—1942 гг. был флейтистом оркестра Мариинского театра. В 1926—1941 гг. преподавал в Музыкальном Училище им. Мусоргского. Современники свидетельствовали, что такие дирижёры как Направник оказывали ему предпочтение перед другими солистами. Великолепно играл на пикколо. Скончался в эвакуации.
Его дочь — Ольга Максимилиановна Берг (1 сентября 1907, С.-Петербург — 5 декабря 1991, там же), артистка балета, концертирующая пианистка, дирижёр, педагог.

## Награды
- Заслуженный артист РСФСР (1940)